# هاترسهايم أم ماين
هارتسهايم أم ماين (بالألمانية: Hattersheim am Main) هي مدينة وبلدة ألمانية تقع في ألمانيا في ماين-تاونوس.

## المدن التوأمة
مدن سارسيل، سانتا كاتارينا و Mosonmagyaróvár هي مدن توأمة لـهارتسهايم آم ماين.

## أعلام
- فولفغانغ تراب